# Šotova pukovica
Šotova pukovica (Šotov smudnjak, lat. Dichoropetalum schottii, sin. Peucedanum schottii Besser ex DC.), biljna vrsta iz porodice štitarki, nekada uključivana u rod smudnjaka ili ili pukovice, a danas rodu Dichoropetalum. Raširena je po Europi, i to od jugoistočne Francuske, pa uz obale Jadrana (Hrvatska, Italija) do Albanije i Grčke.